# Kenneth Anger
Kenneth Anger (n. Kenneth Wilbur Anglemyer, Santa Mónica, California; 3 de febrero de 1927-11 de mayo de 2023) fue un cineasta y escritor estadounidense. Su obra era experimental, de carácter polémico y pertenece al movimiento cultural y artístico conocido como queercore. Creador de cortometrajes cargados de iconografía pulp, sadomasoquista, fetichista y homosexual, Anger fue una gran influencia para directores como John Waters o Martin Scorsese.

## Carrera
Anger trabajó exclusivamente en cortometrajes, produciendo casi cuarenta obras desde 1937, nueve de las cuales son conocidas como el "Ciclo de la linterna mágica". Sus películas fusionan el surrealismo con el homoerotismo y el ocultismo, con elementos de erotismo, documental, psicodrama y espectáculo. El propio Anger ha sido descrito como "uno de los primeros cineastas abiertamente homosexuales de Estados Unidos y ciertamente el primero cuyo trabajo abordó la homosexualidad de una manera autoritaria, y su "papel en hacer visible la cultura gay dentro del cine estadounidense, comercial o no, es imposible de sobreestimar", con varias producciones antes de la legalización de la homosexualidad en los Estados Unidos. También se ha centrado en el ocultismo en muchas de sus películas, mostrando una fascinación por Aleister Crowley y partidario del Thelema, la religión fundada por Crowley.

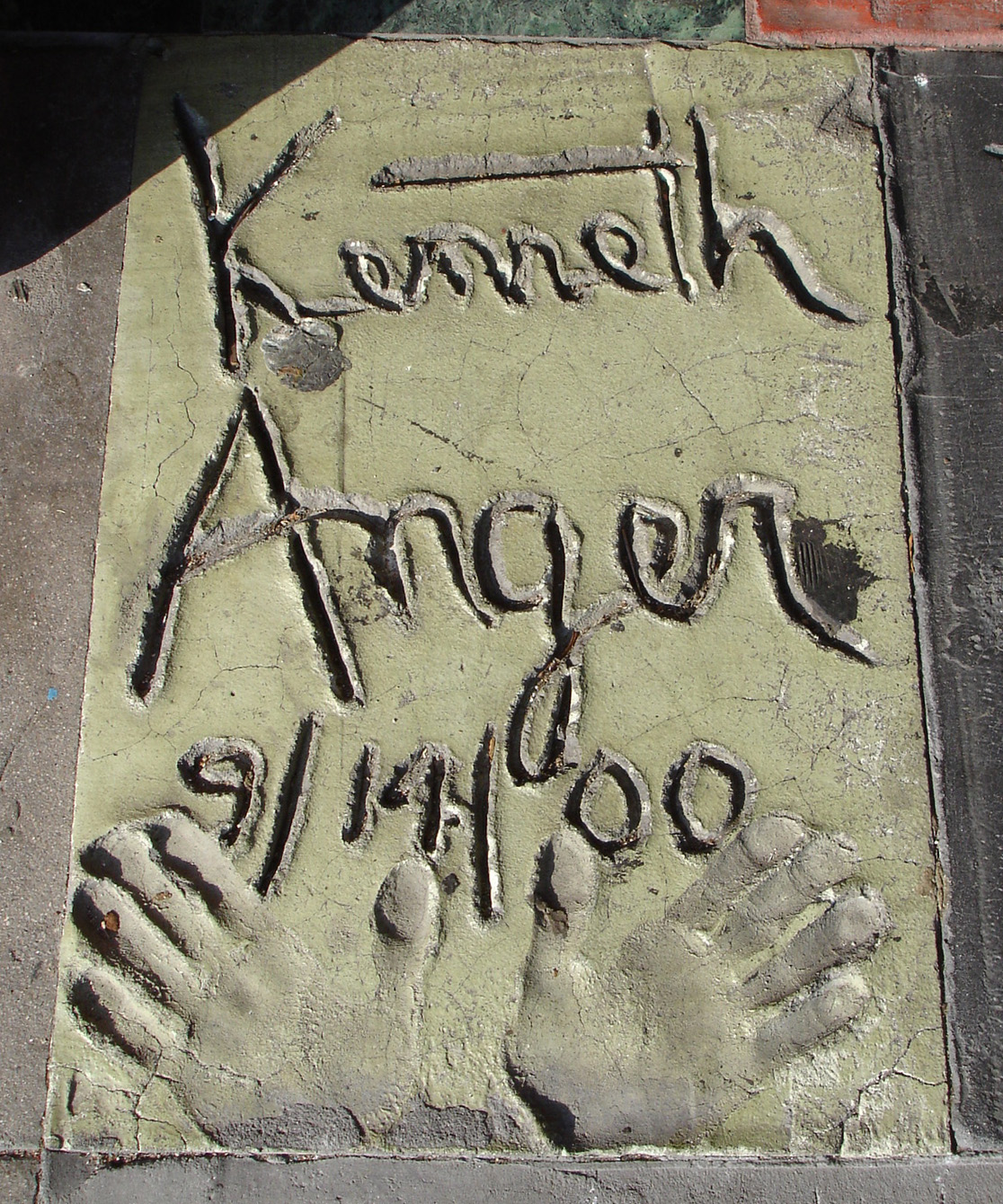
Firma y huellas de las manos de Kenneth Anger frente al teatro Vista en Los Ángeles.

Nacido de una familia de clase media en Santa Mónica, California, Anger más tarde afirmó su aparición en la película A Midsummer Night's Dream (1935), sin embargo, la exactitud de esta afirmación ha sido cuestionada. Comenzó a hacer cortometrajes cuando tenía diez años, aunque su primera película con la que ganó reconocimiento fue Fireworks (1947), que solo se produciría una década más tarde. La naturaleza controvertida de su trabajo lo llevó a ser juzgado por cargos de obscenidad, de los que fue absuelto. Inició una relación laboral y amistosa con el pionero sexólogo Alfred Kinsey. Trasladándose a Europa, Anger produjo varios cortos inspirados en la escena artística de vanguardia en el continente, como Rabbit's Moon (publicada en 1970) y Eaux d'Artifice (1953).
Al regresar a los Estados Unidos en 1953 comenzó a trabajar en varios proyectos nuevos, incluyendo las películas Inauguration of the Pleasure Dome (1954), Scorpio Rising (1964), Kustom Kar Kommandos (1965) y el libro Hollywood Babylon (1965). Este último lograría repercusión por sus reclamos dudosos y sensacionalistas, muchos de los cuales fueron refutados más tarde, aunque algunos se mantienen como leyendas urbanas. Conociendo varias figuras contraculturales notables de la época, incluyendo a Tennessee Williams, Mick Jagger, Keith Richards, Jimmy Page, Marianne Faithfull y Anton LaVey, Anger los involucró en sus posteriores obras Invocation of My Demon Brother (1969) y Lucifer Rising (1972). Tras su fracaso para producir una secuela de Lucifer Rising, Anger se retiró del cine a principios de la década de 1980, y publicó el libro Hollywood Babylon II (1982). En los albores del siglo XXI volvió una vez más al cine, produciendo cortometrajes para varios festivales y eventos de cine.

### Legado e influencias
Anger ha descrito a cineastas como Auguste y Louis Lumière, Georges Méliès y Maya Deren como influencias,  y ha sido citado como una influencia importante en directores de cine posteriores como Martin Scorsese, David Lynch y John Waters. Se le ha descrito como un director con "un profundo impacto en el trabajo de muchos otros cineastas y artistas, así como en el video musical como una forma de arte emergente que usa secuencias de sueños, danza, fantasía y narrativa".

## Vida personal
Anger siempre fue una persona muy reservada, aunque dio algunas entrevistas a lo largo de su carrera. El periodista David Wingrove lo describió en 2008 como "una persona alegre, de voz suave y bronceo impecable, que no aparenta sus 78 años". En dichas entrevistas se negaba a revelar información sobre su cambio de apellido de Anglemeyer a Anger, acusando de impertinente al entrevistador que le hizo dicha pregunta. "Dice Anger en mi pasaporte, eso es todo lo que necesita saber. Me mantendría alejado de ese tema si fuera usted", le dijo Anger a uno de sus entrevistadores en 2004. En una entrevista en 2010, sin embargo, declaró: "Condensé mi nombre. Sabía que sería como una etiqueta, un logotipo. Es fácil de recordar".

## Filmografía seleccionada

### Cortometrajes
| - Who Has Been Rocking My Dreamboat (1941) - Tinsel Tree (1942) - Prisoner of Mars (1942) - The Nest (1943) - Drastic Demise (1945) - Escape Episode (1946) - Fireworks (1947). 14 minutos. - Puce Moment (1949). 6 minutos. - The Love That Whirls (1949) - Maldoror (1951-1952, inacabada) - Rabbit's Moon (1950-72-79). 16 minutos. - Eaux d'artifice (1953). 13 minutos. - Le Jeune Homme et la Mort (1953) - Thelema Abbey (1955). Documental sobre la Abadía de Thelema en Cefalú (Sicilia), creada por Aleister Crowley. - Inauguration of the Pleasure Dome (1954-56). 40 minutos. | - Historie d'O (1959-1961) - Scorpio Rising (1963). 30 minutos. - Kustom Kar Kommandos (1965). 3 minutos. - Invocation of My Demon Brother (1969). 15 minutos. Banda sonora compuesta por Mick Jagger. En este cortometraje, Anton Szandor LaVey, fundador de la iglesia de Satán, interpreta el papel de Satanás. - Lucifer Rising (1970-81). 29 minutos. Banda sonora compuesta por Bobby Beausoleil, exintegrante de la familia Manson, actualmente cumple condena a cadena perpetua. - Senators in Bondage (1976) - Ich will! (2000) - Don't Smoke That Cigarette (2000). 45 minutos. - The Man We Want to Hang (2002). 12 minutos. - Anger Sees Red (2004). 4 minutos. - Mouse Heaven (2005). 11 minutos. - My Surfing Lucifer (2007). 4 minutos. - Missoni (2010). 2 minutos. |

### Libros traducidos al español
Ante las críticas de sus colegas de profesión, tildándole de raro y depravado, Anger decidió escribir la saga Hollywood Babilonia, donde realizó acusaciones a algunas celebridades de Hollywood, incluyendo también a músicos y a gente famosa.
- Hollywood Babilonia I. Kenneth Anger. Editorial Tusquets. 1.ª edición, enero de 1985. 397 pp.
- Hollywood Babilonia II. Kenneth Anger. Editorial Tusquets. 1.ª edición, abril de 1986. 414 pp.

### Libros en inglés
- Hollywood Babylon. Kenneth Anger (1959)
- Hollywood Babylon II. Kenneth Anger (1984)
- The Devil's Notebook. Kenneth Anger y Anton Szandor LaVey (1992)
- Satan Speaks!. Kenneth Anger y Anton Szandor LaVey (1998)
- Suicide in the Entertainment Industry. Kenneth Anger y David K. Frasier (2001)